# Psammisia ulbrichiana
Psammisia ulbrichiana är en ljungväxtart som beskrevs av Hørold. Psammisia ulbrichiana ingår i släktet Psammisia och familjen ljungväxter. Inga underarter finns listade i Catalogue of Life.